# Акасака Ака
Ака Акасака (яп. 赤坂 アカ, Akasaka Aka, нар. 29 серпня 1988) — японський манґака та письменник, найбільш відомий своїми роботами «Kaguya-Sama: Love Is War» та «Oshi no Ko».

## Біографія
Його манга Kaguya-sama: Love Is War була серіалізована видавництвом Shueisha у журналі Miracle Jump між травнем 2015 року та січнем 2016 року, а потім була передана Weekly Young Jump, починаючи з березня 2016 року. У 2019 році це була 9-та найбільш продавана манґа в Японії, було продано понад 4 мільйони копій. У 2020 році він виграв 65-ту премію Shogakukan Manga Award у загальній категорії з цією манґою. Починаючи з квітня 2020 року, його робота Oshi no Ko, яку проілюстрував Менго Йокоярі, виходить у Weekly Young Jump і є його другою активною серією в журналі одночасно. У серпні 2021 року Oshi no Ko виграв премію Next Manga Award у категорії друкованих видань.
Після завершення Kaguya-sama 3 листопада 2022 року Акасака оголосив, що припинить малювання манґи, щоб натомість зосередитися на написанні. Крім того, він брав участь у створенні фонових ресурсів для відеогри Wonderful Everyday, випущеної в Японії у 2010 році.

## Праці

### Манґа
- Sayonara Piano Sonata (яп. さよならピアノソナタ) (2011—2012, історія Hikaru Sugii, дизайн персонажів Ryō Ueda)
- Ib: Instant Bullet (яп. ib －インスタントバレット－) (2013—2015)[7]
- Kaguya-sama: Love Is War (2015—2022)
- Oshi no Ko (2020–2024, ілюстровано Mengo Yokoyari)
- Renai Daikō (яп. 恋愛代行) (2023–2024, ілюстровано Nishizawa 5mm)[8]

### Відео ігри
- Wonderful Everyday (фонові ресурси)

## Нагороди та номінації
| Рік  | Нагорода                    | Категорія                          | Номінант                 | Результат   | Прим.  |
| ---- | --------------------------- | ---------------------------------- | ------------------------ | ----------- | ------ |
| 2015 | Next Manga Award            | Manga I Want to Sell in the Future | Ib: Instant Bullet       | 13-те місце | [ 9 ]  |
| 2017 | Next Manga Award            | Print Manga                        | Kaguya-sama: Love Is War | Перемога    | [ 10 ] |
| 2020 | Shogakukan Manga Award      | General Manga                      | Kaguya-sama: Love Is War | Перемога    | [ 11 ] |
| 2020 | BookWalker Awards           | Grand Prize                        | Kaguya-sama: Love Is War | Перемога    | [ 12 ] |
| 2021 | Manga Taishō                | —                                  | Oshi no Ko               | 5-те місце  | [ 13 ] |
| 2021 | Next Manga Award            | Print Manga                        | Oshi no Ko               | Перемога    | [ 14 ] |
| 2022 | Shogakukan Manga Award      | General Manga                      | Oshi no Ko               | Номінація   | [ 15 ] |
| 2022 | Tezuka Osamu Cultural Prize | Grand Prize                        | Oshi no Ko               | Номінація   | [ 16 ] |
| 2022 | Manga Taishō                | —                                  | Oshi no Ko               | 8-ме місце  | [ 17 ] |
| 2022 | Kodansha Manga Award        | General Manga                      | Oshi no Ko               | Номінація   | [ 18 ] |